# ۶۴۶۹ آرمسترانگ
سیارک ۶۴۶۹ آرمسترانگ (به انگلیسی: 6469 Armstrong، نامگذاری:1982PC) شش هزار و چهارصد و شصت و نهمین سیارک کشف شده‌است که در ۱۴ اوت ۱۹۸۲ کشف شد.
قدر مطلق سیارک برابر ۱۴٫۶۰ است.
این سیارک به افتخار نیل آرمسترانگ نام گذاری شده‌است.